# LF1 Zaunkönig
Das Langsamflugzeug LF1 Zaunkönig war ein einsitziges, propellergetriebenes STOL-Leichtflugzeug, das Anfang der 1940er Jahre von Studenten unter der Leitung von Hermann Winter an der Technischen Hochschule Braunschweig am Institut für Flugzeugbau entwickelt und gebaut wurde.

## Geschichte
Winter war in den 1930er Jahren maßgeblich an der Entwicklung des Fieseler Storch beteiligt. Nach seinem Ausscheiden aus der Firma Fieseler übernahm er an der TU Braunschweig im August 1938 einen Lehrstuhl am Institut für Flugzeugbau. Im Zuge der Ausbildung seiner Studenten wurde dort in den Jahren 1939/40 ein Langsamflugzeug entworfen und gebaut. Lehre und Forschung standen hierbei im Vordergrund, ein besonderer Verwendungszweck war nicht vorgegeben.
Wegen der beschränkten finanziellen Mittel sollte das Flugzeug möglichst geringe Abmessungen aufweisen und einen sparsamen Motor verwenden. Die Langsamflugeigenschaften sollten mindestens denen des Storchs entsprechen. Der Bau der Maschine (Kennzeichen D-YBAR) in den Werkstätten des Instituts begann Mitte 1940 konnte Ende 1940 abgeschlossen werden. Der Erstflug erfolgte im Dezember 1940, am 11. November 1942 ging das Flugzeug während der Flugerprobung bei einem Unfall verloren.
Da von militärischer Seite Interesse an einem Langsam-Flugzeug für U-Boot-Beobachtung, als Panzerabwehrwaffe und zu Schulungszwecken bestand, wurde bis 1943 ein zweiter Prototyp gebaut, der nach dem Ende des Zweiten Weltkriegs von den Briten beschlagnahmt wurde. Nach kurzer militärischer und etlichen Jahren privater Nutzung steht dieses Flugzeug heute in der Außenstelle des Deutschen Museums in Schleißheim.
Zwei weitere Flugzeuge dieses Typs wurden in den 1950er Jahren gebaut, eines wurde 1957 bei einem Unfall zerstört. Dabei kam der Pilot Oskar-Heinrich Bär ums Leben, ein bekannter deutscher Jagdpilot des Zweiten Weltkriegs.
Der „Zaunkönig“ erhielt am 10. Juni 1955 als erstes nach dem Krieg in Deutschland gebaute Motorflugzeug die Verkehrszulassung (D-EBAR). Die Musterzulassung wurde am 5. Oktober 1955 erteilt.

## Erhaltene Flugzeuge

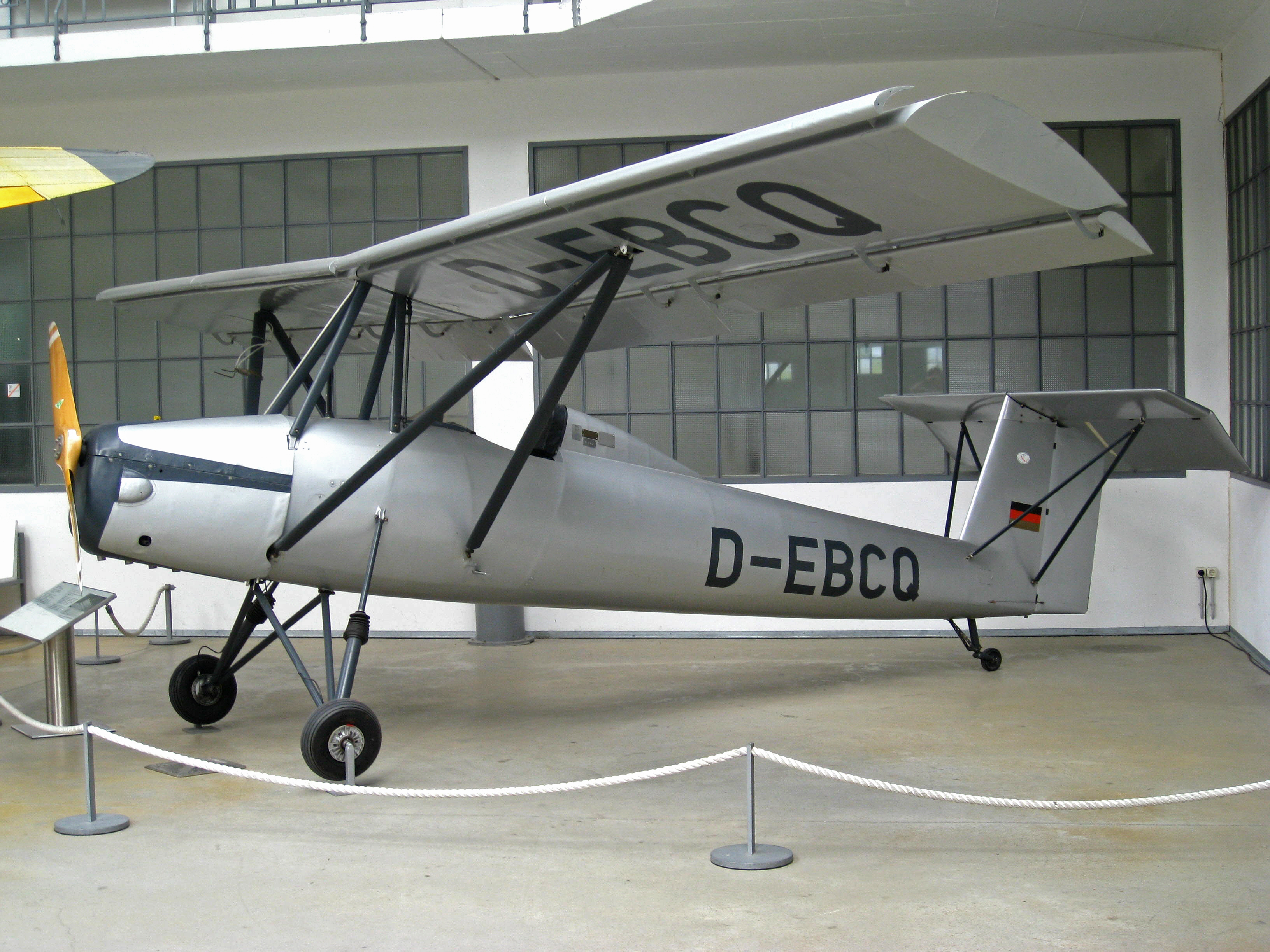
Der 2. Prototyp D-EBCQ in der Flugwerft Schleißheim

- D-EBCQ (Nr. 2) befindet sich in der Flugwerft Schleißheim.[1]
- D-EBBR (Nr. 4) befindet sich im Eigentum der TU Braunschweig und war vorher im Internationalen Luftfahrtmuseum Manfred Pflumm unter der früheren Registrierung D-EBCG in Villingen-Schwenningen ausgestellt.[2]

## Technische Daten
| Kenngröße              | Daten                           |
| ---------------------- | ------------------------------- |
| Besatzung              | 1                               |
| Länge                  | 6,08 m                          |
| Spannweite             | 8,02 m                          |
| Höhe                   | 2,38 m                          |
| Flügelfläche           | 9,20 m²                         |
| Flügelstreckung        | 7,0                             |
| Leermasse              | 256 kg                          |
| Startmasse             | 355 kg                          |
| Reisegeschwindigkeit   |                                 |
| Mindestgeschwindigkeit | 50 km/h                         |
| Start- und Landefläche | 20 m × 100 m                    |
| Höchstgeschwindigkeit  | 180 km/h                        |
| Dienstgipfelhöhe       | 4650 m                          |
| Reichweite             | 400 km                          |
| Triebwerk              | Zündapp Z 9-092 mit 37 kW/50 PS |
| Tankinhalt             | 40 l                            |